# Biblioteca histórica

Biblioteca historica, 1746

La Biblioteca historica (Βιβλιοθήκη ἱστορική) es una obra de historia universal elaborada por el historiador griego del siglo I a. C. Diodoro Sículo.

## Estructura
Consta de 40 volúmenes, divididos en tres secciones:
- La primera sección (libros de I a VI) narra la historia por regiones geográficas: historia y cultura de Egipto (libro I), Mesopotamia, India, Escitia y Arabia (libro II), África del Norte (libro III), así como Grecia y Europa (libros IV a VI).

- En la siguiente sección (libros VII a XVII) cuenta la Historia del mundo desde la guerra de Troya hasta la muerte de Alejandro Magno.

- La última sección (libros XVIII a XL) trata de los acontecimientos históricos desde la muerte de Alejandro Magno hasta el año 60 a. C. o hasta el comienzo de la guerra de las Galias por Julio César en el 45 a. C. (el final está perdido y no está claro si Diodoro llegó hasta el comienzo de esa guerra, como promete en el prefacio de su obra o si, como sugiere la evidencia, viejo y cansado de escribir, la terminó en el 60 a. C.)

Eligió el nombre de Biblioteca en reconocimiento de la multiplicidad de fuentes que le sirvieron para componer la obra. Entre los autores que han podido ser identificados figuran Hecateo de Abdera, Ctesias, Éforo, Teopompo, Jerónimo de Cardia, Duris de Samos, Diulo, Filisto, Timeo, Polibio y Posidonio.
La inmensa obra de Diodoro no se ha conservado intacta: tenemos los cinco primeros libros y los numerados del X al XX. El resto solo nos ha llegado en fragmentos preservados en Focio y los resúmenes de Constantino Porfirogénito.